# 리본밧줄다람쥐
리본밧줄다람쥐(Funisciurus lemniscatus)는 다람쥐과에 속하는 설치류의 일종이다. 카메룬과 콩고, 콩고민주공화국, 적도기니에서 발견된다. 자연 서식지는 아열대 또는 열대 기후 지역의 습윤 저지대 숲이다.

## 아종
2종의 아종이 알려져 있다.
- F. l. lemniscatus
- F. l. mayumbicus